# Leo Stodolsky
Leo Stodolsky   (* 28. April 1937 in Newark (New Jersey)) ist ein US-amerikanischer Physiker (Hochenergiephysik, Astroteilchenphysik).
Stodolsky studierte an der Universität Chicago mit dem Master-Abschluss 1958 und der Promotion 1964 bei Jun John Sakurai. Von 1973 bis 2005 war er am Max-Planck-Institut für Physik in München, wo er Direktor in der Theoriegruppe war.
1988/89 war er am Institute for Advanced Study tätig.
Mit Franz Pröbst und Wolfgang Seidel entwickelte er Kryodetektoren aus Calciumwolframat-Kristallen für die Suche nach Kandidaten der Dunklen Materie (CRESST-Experiment). 1988 bestimmte er Schranken für die Neutrinogeschwindigkeit aus den Beobachtungen der Supernova SN 1987A (siehe Messungen der Neutrinogeschwindigkeit).